# Der Herr der Ringe
Der Herr der Ringe (englischer Originaltitel: The Lord of the Rings) ist eine Romantrilogie von J. R. R. Tolkien. Er gehört zu den kommerziell erfolgreichsten Romanwerken des 20. Jahrhunderts, ist ein Klassiker der Fantasy-Literatur und gilt als grundlegendes Werk der High Fantasy. Im englischen Original wurden in den Jahren 1954/1955 drei Bände zu jeweils zwei Büchern plus Appendizes veröffentlicht. Die erste deutsche Übersetzung von Margaret Carroux erschien 1969/1970. Weltweit wurde Der Herr der Ringe etwa 150 Millionen Mal verkauft.
Die Trilogie steht vor dem Hintergrund einer von Tolkien sein Leben lang entwickelten Fantasiewelt (Tolkiens Welt). Er erzählt die Geschichte eines Rings, mit dessen Vernichtung die böse Macht in Gestalt des dunklen Herrschers Sauron untergeht. Die Hauptfiguren sind vier Hobbits, die unfreiwillig in ein heroisches Abenteuer hineingezogen werden. Neben diesen spielen als Vertreter des Guten Elben, Menschen des Westens und des Nordens, Zwerge und Zauberer wichtige Rollen. Ihre Gegenspieler sind die Geschöpfe und Untertanen Saurons, die Orks, Trolle und von ihm verführte Menschen des Ostens und des Südens.
Der Roman diente als Vorlage für zahlreiche Adaptionen, darunter eine mit 17 Oscars prämierte Filmtrilogie (2001–2003).

## Zum Werk

### Hintergründe
J. R. R. Tolkien lehrte und forschte als Professor für Altenglisch an der University of Oxford. Als Sprach- und Literaturwissenschaftler war er zeitlebens mit den Stoffen der altenglischen Literatur verbunden. Insbesondere sein Kommentar Beowulf: The Monsters and the Critics ist in der Philologie noch heute ein wissenschaftlicher Meilenstein. Darüber hinaus war es Tolkiens Arbeitsalltag, vergleichende Forschungen mit anderen germanischen und außergermanischen Literaturen der früh- bis hochmittelalterlichen europäischen Literatur zu unternehmen, insbesondere mit den Quellen der altnordischen Literatur, der Islandsagas und den mythologischen Texten aus den eddischen Schriften sowie Motiven aus der deutschen Volkssage (beispielsweise die Entdeckung des Motivs zur Figur des Zauberers Gandalf bei einer Reise durch das Rheintal).
Nach eigenen Worten war es Tolkiens ursprüngliche Absicht, mit Blick auf die skandinavischen und deutschen Überlieferungen eine englische Mythologie zu entwerfen, angesichts dessen, dass kaum mythologische Motive oder greifbare Stoffe in der zumeist klerikalen altenglischen Literatur überliefert sind und keltische Stoffe nicht das Alter haben wie die nordischen. Die heidnische Phase der angelsächsischen Ansiedlung auf der britischen Hauptinsel, unter der die mitgebrachten Sagenstoffe tradiert und entwickelt werden konnten, dauerte nur 150 Jahre bis zur umfassenden Christianisierung der Angelsachsen und dem damit einhergehenden Verlust dieser mutmaßlich vorhandenen mythologischen Stoffe – bis auf die Ausnahme des Beowulfepos. Tolkien nahm daher bewusst Anleihen aus benachbarten germanischen, keltischen und europäischen Kulturen, Literaturen und Sprachen. Für die Entwicklung der Elbensprachen Sindarin und Quenya nahm Tolkien beispielsweise Anleihen bei den romanischen und finno-ugrischen Sprachen, hierbei besonders bei der finnischen Sprache.
Ein ganz bewusst genutztes Stilmittel Tolkiens in Anlehnung an die nordischen Quellen sind die häufigen Verstexte, die von den einzelnen Protagonisten in Liedform vorgetragen werden und auch so deutlich durch Tolkien vom Fließtext abgesetzt wurden.
Der Name Mittelerde beispielsweise leitet sich von dem altnordischen Wort Midgard und dem althochdeutschen Mittilagart ab. Die nordische Entsprechung entstammt direkt der nordischen Mythologie, beziehungsweise der darin erzählten Kosmogonie; sie diente Tolkien als eine inspirierende Vorlage. Das Motiv des Einen Ringes und der anderen Zauberringe entnahm Tolkien aus der germanischen Mythologie anhand der Vorlage des Draupnir. Gleichfalls ist das Ringmotiv ein markanter Bestandteil in der hochmittelalterlichen Artusepik. Hartmann von Aue verwendete in seiner Artusbearbeitung Iwein das Motiv des unsichtbar machenden Ringes, ähnlich ist das Motiv der Tarnkappe aus dem Nibelungensagen- und Nibelungenliedkontext bekannt. Kennzeichnend sind ebenfalls die Namen der Zwerge, die Tolkien in großer Zahl aus der Dvergatal der Völuspá entnommen hat. Eine umfassende Mythologie Mittelerdes ist im Silmarillion zusammengestellt.
Experten des National Trust halten es für möglich, dass ein 1785 in Silchester gefundener römischer Goldring Tolkien zur Geschichte des einen Rings inspiriert hat. In diesen Ring, bekannt als „The Vyne“, wurde in spätrömischer Zeit der Name „Senicianus“ eingraviert. Hundert Jahre später fand man 130 Kilometer entfernt eine antike Bleitafel, auf der „Silvianus“ den Dieb des Ringes verflucht. 1929 gab Tolkien als Philologe ein Gutachten über diesen Fund ab – ein Jahr, bevor er die Arbeit an Der Hobbit begann.
Bei all den Bezügen zur nordischen Mythologie bleibt auch im Verständnis von Tolkien selbst dieser Roman ein christlich-religiöses Werk.

“The Lord of the Rings is of course a fundamentally religious and Catholic work; […]. That is why I have not put in, or have cut out, practically all references to anything like ‘religion’, to cults or practices, in the imaginary world. For the religious element is absorbed into the story and the symbolism.”

„Der Herr der Ringe ist natürlich ein von Grund auf religiöses und katholisches Werk […]. Deshalb auch habe ich so gut wie nichts hineingebracht, oder vielmehr alles weggelassen, was auf irgend etwas wie »Religion« hinweisen könnte, auf Kulte oder Bräuche in der imaginären Welt. Denn das religiöse Element ist in die Geschichte und ihre Symbolik eingelassen.“

Den Vorwurf, dass darin keine Religion zu finden sei, weist er entschieden zurück.

“Its world has a monotheistic ‘natural theology’. The odd fact tat there are no churches, temples, or religious rites and ceremonies is simply part of the historical climate depicted. It will be sufficiently explained, if […] the Silmarillion and other legends of the First and Second Age are published. I am in any case myself a Christian; but the Third Age was not a Christian world.”

„Es ist eine monotheistische Welt von ‚natürlicher Theologie‘. Der merkwürdige Umstand, daß es darin keine Kirchen, Tempel, religiöse Riten und Zeremonien gibt, gehört schlicht zu dem geschilderten historischen Klima. Dies wird zur Genüge erklärt werden, wenn [...] das Silmarillion und andere Sagen des Ersten und Zweiten Zeitalters veröffentlicht werden. Ich selbst bin jedenfalls Christ; aber das ‚Dritte Zeitalter‘ war keine christliche Welt.“

### Die Einzelbücher und ihre Titel
Der Herr der Ringe ist in sechs Bücher untergliedert und besitzt einige Anhänge. Anstatt in einer Gesamtausgabe wurde das Werk – gegen den Wunsch des Autors – von den Verlegern, insbesondere von Rayner Unwin, vor allem wegen der hohen Papierpreise im Nachkriegsengland zunächst in drei Bänden publiziert. Auch die Hoffnung, der niedrigere Preis der Einzelbände würde sich verkaufsfördernd auswirken, spielte eine Rolle. The Fellowship of the Ring erschien am 29. Juli 1954, The Two Towers am 11. November desselben Jahres und The Return of the King nach einer längeren Verzögerung, die den Arbeiten am Index geschuldet war, am 20. Oktober 1955.
Von der Sekundärliteratur wird der Roman daher oft als Trilogie bezeichnet. Tolkien selbst hat dagegen mehrfach zum Ausdruck gebracht, einen einzigen Roman geschaffen zu haben. Ursprünglich sollten die sechs Bücher der Handlung eigenständige Titel tragen; nachdem die drei Bände mit Namen versehen waren, nahm man hiervon jedoch Abstand.
Die geplanten Titel waren:
- Der Ring wandert
- Der Ring geht nach Süden
- Isengarts Verrat – Im Original „Isengard“, der Name wurde später in „Isengart“ geändert
- Der Ring geht nach Osten
- Der Ringkrieg
- Das Ende des Dritten Zeitalters.

In der siebenbändigen Ausgabe (mit Der Hobbit, aber ohne Index und Anhänge) wurden später auch diese Titel für die Einzelbände verwendet.
Der Titel Die zwei Türme war nach Auskunft Tolkiens eine Verlegenheitslösung, um die vielfältigen Handlungsstränge des Bandes zusammenzufassen. „Vermutlich“ seien damit zwei der fünf Türme Minas Morgul, Minas Tirith, Barad-dûr (Sitz Saurons), Orthanc (Sitz Sarumans) oder der Turm von Cirith Ungol gemeint. Tolkiens eigener Entwurf für den Bucheinband (der erst in den 1990er Jahren für eine britische Ausgabe tatsächlich genutzt wurde) gibt der Kombination Orthanc und Minas Morgul den Vorzug. Gemeint könnten jedoch auch die Zähne von Mordor sein, nämlich die beiden Türme am Morannon (‚Schwarzes Tor‘), da im Text nur hier die ausdrückliche Bezeichnung „die zwei Türme“ verwendet wird.
Den dritten Teil hätte der Autor lieber Der Ringkrieg genannt, da Die Rückkehr des Königs seiner Meinung nach zu viel über das Ende verrate. Der dritte Band enthielt in der Originalausgabe umfangreiche Anhänge. Diese finden sich in allen englischen Ausgaben, werden im Deutschen aber nur in einigen gebundenen Ausgaben eingeschlossen. Im Wesentlichen erläutern die Anhänge die Hintergründe und den Werdegang der wichtigsten Akteure der Ringgemeinschaft vor und nach den Ereignissen der sechs Bücher sowie einige Grundzüge der von den Akteuren verwendeten Sprachen und Schriften.

### Ausgaben und Übersetzungen ins Deutsche

#### Originalausgabe und US-amerikanische Taschenbuchausgabe
Die erste, dreibändige Hardcoverausgabe des Werkes war wegen des recht hohen Preises nur mäßig erfolgreich, was auch auf die bei Houghton Mifflin publizierte US-Ausgabe zutraf. Der amerikanische Verleger Donald A. Wollheim brachte – vom Autor nicht autorisiert – eine Paperbackausgabe des Werkes heraus, weil Tolkien ihm auf seine Anfrage hin 1964 geantwortet hatte, er wünsche keine Ausgabe seines Werkes in derart „degenerierter“ Form. Diese Zurückweisung hatte Wollheim derart geärgert, dass er nach einem Schlupfloch in den Urheberrechten an dem Werk suchte. Tatsächlich waren die Taschenbuchrechte für die USA nicht eindeutig geregelt. Wollheim schloss daraus, die Rechte für die Staaten seien frei, und legte mit dem, was später als Raubdruck bezeichnet wurde, die Grundlage für den immensen Erfolg des Buches in den USA. Der resultierende Rechtsstreit wurde später zuungunsten von Wollheim und seinem Verlag entschieden, auch wenn es erst die preiswertere Ausgabe war, die den weltweiten Erfolg begründete.

#### Ausgaben
Das Buch fand lange keinen deutschen Verlag. Nachdem die namhaften Verlagshäuser abgelehnt hatten, entschied der Schulbuchverleger Michael Klett (Klett-Cotta Verlag), die deutschen Rechte zu kaufen. Diese Entscheidung sollte sich im Nachhinein als Glücksfall erweisen und das Unternehmen sanieren. Als Rechteinhaber des Herrn der Ringe in Deutschland legt Klett-Cotta momentan beide Übersetzungen in unterschiedlichen Fassungen auf, gebunden in einem Band, als Einzelbände (mit den Anhängen im Band Die Rückkehr des Königs bzw. in einem gesonderten vierten Band) sowie auch als gesonderte Taschenbücher (Krege-Fassung). Einer relativ hochpreisigen Edition der Carroux-Übersetzung aus dem Jahre 2002 mit drei gebundenen Bänden in einem Pappschuber hat der Verlag inzwischen einen Einzelband dieser älteren Übertragung ins Deutsche nachgeschoben; dies ist momentan die einzige einbändige Ausgabe des Buches in deutscher Sprache. Darüber hinaus gibt es verschiedene Sammlereditionen.

#### Übersetzung von Margaret Carroux

Titel-Schriftzug der ersten deutschen Ausgabe von 1969

Tolkien hatte einen nicht unerheblichen Einfluss auf Teile der ersten deutschen Übersetzung, weil er 1967, enttäuscht von Übersetzungen vom Englischen in andere germanische Sprachen, Richtlinien zu den Namen im Herrn der Ringe (Guide to the Names in The Lord of the Rings) verfasste, die sich vor allem an Übersetzer anderer Schwestersprachen des Englischen, speziell des Deutschen und Dänischen, richteten. In beiden Sprachen stand eine Übersetzung des Herrn der Ringe zum damaligen Zeitpunkt noch aus, weshalb Tolkien den Übersetzern in seinen Kommentaren seine Hilfe bereits ab dem Frühstadium der Übersetzung anbot und hinzufügte, dass er dies ohne Bezahlung zu tun gedenke und den Übersetzern mit seinen Kommentaren nicht zuletzt auch einen Teil ihrer Arbeit erheblich erleichtern könne. Aufgrund von Tolkiens Tod kurz nach Erscheinen der deutschen Übersetzung von Margaret Carroux sowie der dänischen von Ida Nyrop Ludvigsen entstanden nur diese beiden Übertragungen des Herrn der Ringe mit direkter Hilfe Tolkiens.
Vor allem eine gute Übersetzung der Namen war dem Autor wichtig, da sich die Übersetzer vorher erschienener Versionen in Niederländisch und Schwedisch hierbei teils große Freiheiten genommen hatten, was Tolkien ob seiner vorangegangenen jahrelangen Ausarbeitung der Namen seiner Charaktere als Anmaßung empfand. So fügte er seinen Kommentaren eine Liste der Namen bei, die in keinem Fall abgeändert werden dürften und betonte ebenfalls, dass alle Namen in Elbisch gleicherweise unangetastet bleiben sollten. Zudem machte Tolkien Vorschläge zu den Übersetzungen der verbleibenden Namen und stand mit den Übersetzern in regem Austausch. So geschah es zum Beispiel, dass auf Tolkiens Anregung das englische Wort „elves“ mit „Elben“ (anstatt „Elfen“) übersetzt wurde, um durch dessen Verwandtschaft zum urdeutschen Wort Alb (vgl. Albtraum) auch eine größere historische (Pseudo-)Authentizität im Deutschen zu erreichen (das Wort Elf hielt Tolkien für eine deutsche Entlehnung aus dem Englischen). Andere englische Namen übersetzte Carroux nicht wörtlich, sondern fand ein etymologisches Pendant. Der Name der Riesenspinne Shelob besteht aus den Partikeln she- („sie“, im Englischen eine gängige Vorsilbe für die betonte Weiblichkeit einer Sache/eines Wesens) und dem Dialektwort lob für „Spinne“. Für das Deutsche zog Carroux das Dialektwort Kanker für Weberknecht heran und gab ihm die feminine Nachsilbe -a, sodass aus Shelob im Deutschen Kankra wurde. Auch an sich treffende wörtliche Übersetzungen wurden von Tolkien in Zweifel gezogen: Wegen dessen Verwendung für die Regionalgliederung der NSDAP und der daraus folgenden negativen Nebenbedeutung räumte der Autor ein, dass man von dem deutschen Wort Gau als passendste Übersetzung für Shire unter Umständen absehen müsse. Carroux stimmte mit ihm darin überein und entschied sich für das Wort Auenland.
Die erste Übersetzung in Taschenbuchausgabe von Margaret Carroux (Prosa) und Ebba-Margareta von Freymann (Gedichte) erschien in einzelnen Büchern 1969 und 1970, die erste Sammelpublikation 1972. Diese Versionen enthalten im Anschluss an Buch 6 im dritten Band lediglich ein Fragment des Originalanhangs, Ein Teil der Erzählung von Aragorn und Arwen aus den Annalen der Könige und Herrscher. Vermutlich hatte hierum Tolkien selbst gebeten, da er diesen Anhang als den wichtigsten einschätzte. Der Rest wurde ausgelassen, etwa die Angaben über die Aussprache der elbischen Namen. In späteren gebundenen Ausgaben wurden die vollständigen Anhänge integriert.

#### Übersetzung von Wolfgang Krege
Die zweite deutsche Übersetzung (von Wolfgang Krege, 2000 im selben Verlag erschienen) gliedert in der Taschenbuchversion nun sämtliche Anhänge in einen Zusatzband aus.
Der auffälligste Unterschied war die Namensgebung Die Wiederkehr des Königs (Carroux: Die Rückkehr des Königs). Während v. Freymanns Übersetzungen der Gedichte weitestgehend übernommen wurden und auch die Orts-, Sach- und Personennamen sich lediglich in ihrer Schreibung teils von der Version Carroux' unterscheiden (Carroux: Isengart; Krege: Isengard), bemüht sich Kreges Übersetzung ansonsten, Tolkiens zwischen den verschiedenen Charakteren stark wechselnden Sprachstil deutlicher abzubilden, als Carroux dies tat. In ihrer Übersetzung zeigt sich der sprachliche Stil recht einheitlich gemäßigt altmodisch; im englischen Original findet man dagegen verschiedenste Sprachebenen vom ausgesprochenen „Bibelstil“ des 16. Jahrhunderts bis hin zum ländlichen und städtischen, teilweise derben Alltagsenglisch der 1940er Jahre. Krege wählte entsprechend verschiedene Färbungen des Deutschen, definierte aber als Endpunkt das Deutsch der 1990er statt jenes der 1940er Jahre.
Viele deutschsprachige Leser lehnen die Kregesche Übersetzung ab, da sie das Verfahren der sprachstilistischen Unterscheidung an verschiedenen Stellen für überzogen oder unzutreffend halten. Das bekannteste Beispiel ist Sams übliche Anrede für Frodo. Im Original lautet sie master, bei Carroux Herr, bei Krege Chef. Hierdurch wird nach Ansicht der Kritiker das Verhältnis eines ländlichen Gärtnergesellen zu seinem Herrn unzutreffend wiedergegeben. Übersetzungen einzelner Ausdrücke werden außerdem als sinnentstellend kritisiert, beispielsweise wurde aus „ever-moving leaves“ (leaves: Blätter, to leave: verlassen) – einem Symbol der Vergänglichkeit und des bevorstehenden Abschieds der Elben – „unermüdlich wedelndem Laubwerk“. Die deutsche Synchronisation der Verfilmung von Peter Jackson nutzte daher die ältere Carroux-Fassung, worauf bereits der Filmtitel des dritten Teils hinweist, der weiterhin Die Rückkehr des Königs heißt.
Im September 2012 erschien Wolfgang Kreges Übersetzung in einer neu lektorierten und umfassend überarbeiteten Fassung. Unter anderem wurde Sams – von vielen Lesern kritisierte – Anrede Chef eliminiert und der Titel des dritten Bandes wieder geändert in Die Rückkehr des Königs.

### Genre
Welchem literarischen Genre Der Herr der Ringe zugerechnet werden muss, ist umstritten. Zumeist wird er der High Fantasy zugezählt. Häufig wird behauptet, Tolkien habe mit dem Buch das Genre nachgerade erschaffen: Der Anglist Jochen Petzold etwa bezeichnet es als „einen einflussreichen ,Urtext‘ der Fantasy-Literatur“. Das High-Fantasy-Genre gab es zur Zeit der Entstehung des Herrn der Ringe noch nicht. Mit den Sword-and-Sorcery-Romanen wie zum Beispiel der Conan-Reihe Robert E. Howards  gab es bereits Fantasy-Werke einer Art, die man heute als Low Fantasy bezeichnet. Diesen wurde Der Herr der Ringe anfangs noch zugerechnet, doch bald etablierte sich dafür und für ähnliche Werke mit gehobenerem Anspruch der Terminus High Fantasy. Der Anglist Dieter Petzold beschreibt das Buch dagegen als Kunstmärchen.
Verbreitet ist die Beschreibung als Roman, der Tolkien selber aber in einem Brief entschieden widersprach:

“My work is not a ‘novel’, but an heroic romance, a much older and quite different variety of literature”

„Mein Werk ist kein ‚Roman‘, sondern eine Heldenromanze, eine viel ältere und ziemlich verschiedene Literaturvarietät.“

Die Absage an die Gattungsbezeichnung Roman muss aber mit Einschränkung gelesen werden, da das von Tolkien benutzte Wort novel eine engere Bedeutung hat und realistische, gegenwartsbezogene Erzählwerke meint. Heldenromanze („Heroic Romance“) dagegen bedeutet zumeist den mittelalterlichen Versroman, wie er insbesondere in der Artusepik begegnet. Die Altphilologin Silke Anzinger schlägt daher vor, den Herrn der Ringe als Epos anzusprechen, wofür neben der Länge verschiedene Gemeinsamkeiten mit der Aeneis des Vergil sprächen: so etwa die Bedeutung des Schicksals, dem der (im Herrn der Ringe doppelte) Held – Frodo deutlicher als Aragorn – ergeben und gegen die eigene Neigung folgt, außerdem die demgegenüber geringe Rolle der Liebe als Motiv der Helden, die Unterweltfahrt – sie sieht Parallelen zwischen der Nekyia des Aeneas auf der einen und Frodos Erlebnis in den Hügelgräberhöhen und Aragorns Weg durch die Pfade der Toten auf der anderen Seite – sowie schließlich die in beiden Werken bei aller Freude über das Happy End mitschwingende Trauer über die Verluste, die dafür zu erleiden waren.

### Der Herr der Ringe als Allegorie
Nach dem Erscheinen von Der Herr der Ringe zehn Jahre nach Ende des Zweiten Weltkriegs nahm man an, die Erzählung sei eine Allegorie, in der Sauron Stalin, Saruman Hitler und die Freien Völker die Alliierten darstellten.
Tolkien lehnte eine solche Interpretation in seinem Vorwort zur revidierten Ausgabe von 1966 jedoch ab. Demnach wollte er lediglich ein Buch mit einer langen, den Leser fesselnden Geschichte schreiben:

„Was die tiefe Bedeutung oder ‚Botschaft‘ des Buches angeht, so hat es nach Absicht des Autors keine. Es ist weder allegorisch, noch hat es irgendeinen aktuellen Bezug. […] Ihr Ursprung sind Dinge, die mir schon lange im Sinn lagen oder in einigen Fällen schon niedergeschrieben waren, und wenig oder nichts wurde durch den Krieg, der 1939 begann, oder durch seine Folgen verändert. […] Der wirkliche Krieg hat weder in seinem Verlauf noch in seinem Ausgang eine Ähnlichkeit mit dem Krieg der Sage. […] Denkbar wären auch Deutungen gemäß den Vorlieben oder Ansichten derjenigen, die auf allegorische oder aktuelle Bezüge Wert legen. Doch die Allegorie in allen ihren Formen verabscheue ich von Herzen, und zwar schon immer, seit ich alt und argwöhnisch genug bin, ihr Vorhandensein zu bemerken. Geschichte, ob wahr oder erfunden, mit ihrer vielfältigen Anwendbarkeit im Denken und Erleben des Lesers ist mir viel lieber. Ich glaube, dass ‚Anwendbarkeit‘ mit ‚Allegorie‘ oft verwechselt wird; doch liegt die eine im freien Ermessen des Lesers, während die andere von der Absicht des Autors beherrscht wird.“

Allerdings beschrieb Tolkien in dem Vorwort insbesondere den Ersten Weltkrieg als ein einschneidendes Erlebnis, was von Literaturwissenschaftlern als Botschaft angesehen wird, dass vielmehr der Erste Weltkrieg in der Tat Einfluss auf das Werk gehabt hatte:

„Man muss in der Tat persönlich in den Schatten des Krieges geraten, um zu erfahren, wie bedrückend er ist; aber im Laufe der Jahre scheint man nun oft zu vergessen, dass es ein keineswegs weniger furchtbares Erlebnis war, in der Jugend von 1914 überrascht zu werden, als 1939 und in den folgenden Jahren vom Krieg betroffen zu sein. 1918 waren bis auf einen alle meine nächsten Freunde tot.“

## Inhalt
Der Herr der Ringe schließt die Erzählungen in Tolkiens Welt ab, und ist als von Bilbo Beutlin, Frodo Beutlin und Samweis Gamdschie geschriebenes Buch selbst Teil dieser Welt (Metafiktion). Der Großteil des Werkes handelt von der beschwerlichen Reise des Hobbits Frodo Beutlin und seiner Gefährten zur Zeit des sogenannten Ringkriegs am Ende des dritten Zeitalters. Der Herr der Ringe ist eine in sich geschlossene Geschichte, aber auch eine Fortsetzung des Kinderbuchs Der Hobbit, und beruht in vielen Punkten auf den mythenhaften Sagen und Legenden aus dem Silmarillion und den Nachrichten aus Mittelerde. Viele der als Gedichte oder Lieder eingeführten Geschichten – wie Aragorns Gedicht über Luthien Tinuviel (Die Gefährten, Ein Messer im Dunkeln) oder Bilbos Gedicht über Earendil (Die Gefährten, Viele Begegnungen) sind Rückgriffe auf diesen Sagenschatz. Auch die Herkunft der Zauberer und die Ahnen Elronds, Galadriels sowie Aragorns kann man aus dem Kontext des Silmarillions erkennen.

### Vorgeschichte
Die Vorgeschichte markiert den Zeitpunkt, als Mittelerde vom Zweiten in das Dritte Zeitalter übergeht.
Sauron („der Abscheuliche“), zu dieser Zeit unter dem Namen Annatar („Herr der Geschenke“) bekannt und von ansehnlicher Erscheinung, verführte die Elben durch seine Schmeicheleien und Gaben. Sie schmiedeten unter seiner Anleitung die Ringe der Macht. Heimlich fertigte er in den Feuern des Schicksalsberges den Einen Ring, in den er einen Großteil der ihm innewohnenden Macht einfließen ließ, um so die anderen Ringe zu beherrschen.
Neun Menschenfürsten unterschiedlicher Herkunft, die je einen Ring erhielten, verfielen schnell Saurons Macht und wurden zu Ringgeistern, den Nazgûl – willenlosen, geisterhaften Dienern ihres Herrn.
Die Zwergenherrscher ließen sich von Sauron nicht unterwerfen. Ihre sieben Ringe vermehrten jedoch ihre Gier nach Gold und Schätzen und führten sie so ins Verderben. Einige Zwergenringe wurden von Drachen verschlungen, andere gingen anderweitig verloren oder gelangten in Saurons Hand.
Die drei Elbenringe wurden verborgen gehalten und nicht benutzt, solange Sauron im Besitz des Einen Rings war. Während der Handlung des Herrn der Ringe tragen Galadriel, Elrond und Gandalf je einen der drei Elbenringe. Gandalf erhielt seinen Ring von Cirdan, dem Herrn der Anfurten.
Sauron konnte am Ende des Zweiten Zeitalters in der Schlacht des Letzten Bündnisses von Elben und Menschen niedergeworfen werden. Isildur schnitt den Ring mitsamt Finger von seiner Hand. Dem Rat Elronds, den Ring im Feuer des Schicksalsberges zu vernichten, verweigerte sich Isildur, da der Ring bereits Macht über ihn hatte. Nach einem kurzen Aufenthalt in Minas Anor machte er sich auf den Weg in den Norden, denn er wollte das Königreich Arnor, nach dem Tode Elendils herrscherlos, regieren. Er und seine Gefährten wurden von einer Bande Orks angegriffen. Bei seiner Flucht über den Anduin glitt der Ring Isildur vom Finger, und er wurde getötet. Der Eine Ring war vorerst verloren.
Viele Jahrhunderte war er verschollen, bis der Hobbit Déagol ihn am Grund des Großen Stroms Anduin fand. Sein Begleiter Sméagol forderte den Ring als sein Geburtstagsgeschenk und tötete seinen Freund Déagol, weil dieser ihn ihm nicht freiwillig gab. Von der Familie verstoßen, floh Sméagol ins Nebelgebirge und hielt sich dort über fünfhundert Jahre lang in Höhlen versteckt. Der Eine Ring verlieh ihm ein unnatürlich langes Leben und zehrte zugleich an ihm. So vergaß er in der Einsamkeit sogar seinen Namen und wurde zu dem Geschöpf Gollum.
Auf dem Weg zu einem Abenteuer, welches in Der Hobbit erzählt wird, trifft der Hobbit Bilbo Beutlin in einer Orkhöhle auf Gollum und findet scheinbar zufällig den Einen Ring, den jener kurz zuvor verloren hatte. Durch diesen Fund gelingt es ihm, Gollum in einem Rätselspiel zu überlisten und ihm zu entkommen, da der Ring, wenn man ihn auf den Finger steckt, unsichtbar macht.

### Die Gefährten –Der Ring wandert
Erstes Buch
Bilbos Leben wird ebenfalls über das normale Maß hinaus verlängert, und der Herrscherring wird immer mehr eine Last für ihn, bis er sich „dünn wie Butter, die auf zuviel Brot gestrichen wird“ fühlt. Er beschließt, an seinem 111. Geburtstag zu seinem letzten Abenteuer aufzubrechen und das Auenland zu verlassen. Er verabschiedet sich nur von seinem Freund, dem Zauberer Gandalf und teilt ihm mit, dass er seine gesamte Habe mitsamt dem Ring seinem Neffen Frodo Beutlin hinterlassen werde. Doch als es soweit kommt, zögert Bilbo und gibt erst nach gutem und strengem Zureden Gandalfs den Ring auf. Denn auch darin zeigt sich die Macht des Rings, dass er einen erheblichen Einfluss auf den Willen seines Trägers ausübt.
Gandalf macht sich mit bösen Ahnungen auf weite Reisen, um Gewissheit über Bilbos Zauberring zu erlangen. Er besucht Frodo immer wieder für kurze Zeit, erzählt aber nichts davon, was er in der Zwischenzeit gemacht hat. Nachdem er sich dann ganze neun Jahre nicht mehr hat blicken lassen, kehrt er eines Abends – fast 17 Jahre nach der Übergabe des Rings an Frodo – überraschend zurück ins Auenland und nimmt die endgültige Probe vor: Er wirft den Ring ins Kaminfeuer, und auf dem immer noch kühlen Metall erscheinen elbische Schriftzeichen in der Sprache von Mordor (schwarze Sprache). Der Zauberer sieht seine schlimmsten Befürchtungen bestätigt: Es handelt sich um den Einen Ring.
Da der Ring nicht im Auenland bleiben kann, legt Gandalf Frodo nahe, dieses zu verlassen und nach Bruchtal zum Elbenfürsten Elrond zu gehen. Dies muss aber geschehen, ohne dass jemand davon erfährt. Frodo lässt fortan seine Umgebung über seine wahren Absichten im Unklaren, verkauft als Tarnung für das anstehende Unternehmen das ihm von Bilbo vererbte Haus und kauft sich dafür ein anderes im Ostviertel, der Gegend, wo er aufgewachsen ist. Gandalf hat ihm versprochen, rechtzeitig wieder vor Ort zu sein und ihn zu begleiten, jedoch taucht er nicht mehr auf, es trifft auch keine Nachricht von ihm ein. So macht sich Frodo ohne den Zauberer unter dem Decknamen Unterberg zu Fuß auf den Weg, begleitet von seinem Gärtner und treuen Freund Samweis „Sam“ Gamdschie sowie seinem Vetter Peregrin „Pippin“ Tuk. Sein anderer Vetter Meriadoc „Merry“ Brandybock sowie Frodos Freund Fredegar „Dick“ Bolger fahren mit einem Planwagen voraus, um das Haus mit den transportierten Möbeln bereits wohnlich einzurichten.
Auf dem für die gemütlichen Hobbits beschwerlichen Weg entkommen sie einige Male knapp den Nazgûl, die sich in der Gestalt Schwarzer Reiter auf die Suche nach „Beutlin“ ins Auenland aufgemacht hatten (denn soviel hatte der Dunkle Herrscher aus dem gefangenen und wieder freigelassenen Gollum herauspressen können). Doch sie treffen auch auf hilfreiche Freunde wie den Elben Gildor oder den Hobbitbauern Maggot, die ihnen mit Rat und Verpflegung zur Seite stehen. In Krickloch, wo sich Frodos neues Heim befindet, kommen sie wieder mit Merry und Dick zusammen. Es stellt sich heraus, dass sie sich alle bereits Frodos Pläne hatten zusammenreimen können. Sam, Merry und Pippin beschließen, Frodo zu begleiten, während Fredegar zurückbleibt, sollte Gandalf doch noch erscheinen. Kurz nach ihrer Abreise wird Fredegar Zeuge, wie die Schwarzen Reiter in Krickloch auftauchen.
Um die öffentlichen Straßen und Wege wegen der Gefahr der Ringgeister zu meiden, versuchen die vier Wanderer durch den Alten Wald zu ihrer Zwischenstation in Bree zu gelangen. Als der „alte Weidenmann“, ein böser, hinterlistiger Baum, sie zerquetschen will, kommt ihnen unverhofft ein Wesen namens Tom Bombadil zu Hilfe. Nach erholsamen Tagen in dessen Haus brechen die Hobbits auf und geraten kurz darauf wieder in Gefahr, indem sie von Grabunholden verschleppt werden. Doch wieder rettet sie Bombadil. Aus den Hügelgräbern erhält jeder der Hobbits einen Dolch, der in ferner Vergangenheit von den Menschen von Númenor geschmiedet wurde. In Bree angekommen, mieten sie sich im Gasthaus „Zum Tänzelnden Pony“ ein und treffen dort auf einen Waldläufer, Streicher genannt. Zu Anfang misstrauen die Freunde dem abgerissen aussehenden Gesellen, doch als der Wirt Frodo eine Nachricht von Gandalf gibt (die er ins Auenland hätte schicken sollen, aber vergessen hatte), die Streicher alias Aragorn als Verbündeten ausweist, wählen sie diesen zu ihrem Führer. Mit seiner Hilfe können sie in der Nacht einem Angriff der Nazgûl auf das Gasthaus entgehen.
Unter der Führung Aragorns gelangen die Hobbits dann zur Wetterspitze, werden dort aber von fünf der neun Nazgûl angegriffen, wobei Frodo vom Anführer der Ringgeister, dem Hexenkönig von Angmar, mit einem magischen Dolch verletzt wird. Aragorn gelingt es, die Nazgûl zu vertreiben. Er behandelt Frodos Wunde, kann sie aber nicht heilen. Sie schwächt Frodo mehr und mehr und droht, ihn zu einem Geistwesen ähnlich den Nazgûl werden zu lassen. Die Gefährten versuchen, schnellstmöglich nach Bruchtal zu gelangen. Nachdem sie die „letzte Brücke“ und die Trollhöhen überquert haben, treffen sie auf den Elbenfürsten Glorfindel. Als sie an der Furt des Bruinen ankommen, werden sie von allen neun Nazgûl angegriffen. Frodo entkommt nur mit Hilfe der überlegenen Geschwindigkeit von Glorfindels Elbenpferd, und die Ringgeister werden, als sie die Furt betreten, von einer durch Elrond und Gandalf beschworenen Flutwelle weggespült.

### Die Gefährten –Der Ring geht nach Süden
Zweites Buch
Frodo wacht in Elronds Haus in Bruchtal aus einem langen Schlaf auf, durch Elrond geheilt. Die Hobbits treffen Gandalf wieder, der berichtet, dass der Oberste seines Ordens, Saruman der Weiße, zu einem Feind geworden ist. Er hatte Gandalf gefangen gesetzt, weshalb dieser nicht rechtzeitig hatte im Auenland sein können, um Frodo zu begleiten. Es wird eine Ratssitzung abgehalten, in der Abgesandte der Elben, Zwerge und Menschen beraten, was mit dem Einen Ring geschehen soll. Nach langer Diskussion wird beschlossen, dass eine Gruppe aus neun Gefährten nach Mordor aufbrechen soll, um den Einen Ring in die Feuer des Schicksalsberges zu werfen. Dort wurde der Ring einst geschaffen; nur dieses Feuer kann den Ring zerstören. Diese ausgewählten Gefährten sind:
- Frodo Beutlin (Hobbit), Ringträger
- Samweis „Sam“ Gamdschie (Hobbit)
- Meriadoc „Merry“ Brandybock (Hobbit)
- Peregrin „Pippin“ Tuk (Hobbit)
- Gandalf der Graue (Istar), Führer der Gemeinschaft
- Aragorn (Mensch), rechtmäßiger Thronfolger von Gondor
- Boromir (Mensch), Sohn des Truchsessen (bei Krege: Statthalter) von Gondor
- Legolas Grünblatt (Elb), Sohn des Königs vom Düsterwald
- Gimli (Zwerg), Sohn Glóins, eines Gefährten Bilbos auf der Reise zum Erebor

Die Gefährten begeben sich zunächst nach Süden, um dort das Nebelgebirge über den Pass am Caradhras zu überqueren. Ein Schneesturm zwingt sie jedoch dazu, umzukehren und die Reise durch die Minen von Moria fortzusetzen. Nach einigen Tagen finden sie dort das Grab Balins und die Stadt Khazad-dûm verwaist. In der Chronik können sie nachlesen, dass die Stadt immer stärker von Orks bedrängt wurde und nach und nach alle Zwerge getötet wurden.
Orks greifen schließlich auch die Ringgemeinschaft an, und nach heftigem Kampf fliehen die Gefährten durch dunkle Gänge. Kurz vor dem Ausgang erscheint ein Balrog, ein Feuergeist aus dem ersten Zeitalter von Mittelerde, und Gandalf stellt sich ihm, um seinen Gefährten die Flucht zu ermöglichen. Sie können entkommen, aber Gandalf stürzt gemeinsam mit dem Balrog in den Abgrund.
Die Trauernden gelangen nach Lothlórien, einem Waldreich der Elben. Dessen Fürstin Galadriel ist Trägerin eines der Elbenringe und eines der weisesten und mächtigsten Lebewesen Mittelerdes. Bei ihrem Abschied werden alle Gefährten beschenkt, Frodo erhält eine Phiole mit dem Licht Earendils. Ihre weitere Reise setzen die Gefährten in Booten fort.
An den Raurosfällen sind die Gefährten uneins über das weitere Vorgehen. Boromir wird vom Verlangen nach dem Ring überwältigt und versucht, ihn Frodo mit Gewalt abzunehmen, scheitert jedoch, da Frodo den Ring im letzten Moment aufsetzt und unsichtbar flieht. Dem Hobbit wird nach langer Überlegung bewusst, was er tun muss. Er will die Aufgabe allein bewältigen, da er der Gemeinschaft nicht restlos traut und seine Freunde keinen weiteren Gefahren aussetzen will. Bei der Suche nach Frodo werden die Gefährten versprengt und von Orks und Uruk-Hai aus Isengart angegriffen. Sam kann unterdessen Frodo einholen und begleitet ihn nach Mordor.

### Die zwei Türme –Isengarts Verrat
Drittes Buch
Durch Boromirs Horn herbeigerufen, findet Aragorn diesen sterbend vor. Boromir gesteht, dass er versucht hat, Frodo den Ring abzunehmen, und berichtet auch, dass die Hobbits von Orks verschleppt worden sind. Nach diesen Worten stirbt er. Legolas und Gimli treffen dort ein, und sie beschließen, Boromirs Leichnam zu bestatten, indem sie ihn in einem Boot die Raurosfälle hinunterstürzen lassen. Als sie zum Ufer des Anduin zurückkehren, bemerkt Aragorn die Fußspuren zweier Hobbits im Sand und das Fehlen eines Bootes, woraus er schließt, dass sich Frodo und Sam allein auf den Weg gemacht haben. Weil sie ein weiteres Boot für das Begräbnis Boromirs benutzt haben, steht ihnen nur noch ein Boot zur Verfügung, mit dem sie Frodo und Sam folgen könnten. Nach einer kurzen Beratung entscheiden sie sich dafür, die Orks und Uruk-Hai, die Merry und Pippin entführt haben, zu verfolgen, in der Hoffnung, ihre Gefährten befreien zu können.
Nach einer mehrtägigen Verfolgungsjagd treffen sie auf Éomer, den Dritten Marschall der Mark Rohan, der ihnen berichtet, dass er mit seinem Trupp die Orks und Uruk-hai vollständig ausgelöscht und deren Anführer Uglúk im Zweikampf besiegt habe. Hobbits hätten sie dort aber nicht gesehen, und die Leichen der Feinde hätten sie verbrannt. Nach einer kurzen Verhandlung leiht er ihnen Pferde und nimmt ihnen das Versprechen ab, nach Edoras, zur Hauptstadt Rohans, zu kommen, sobald sie erfahren hätten, was mit ihren Freunden geschehen sei. Als die drei verbliebenen Gefährten am Ort der Schlacht ankommen, entdeckt Aragorn Spuren, die darauf hindeuten, dass Merry und Pippin in den Fangornwald entkommen konnten.
In der Tat gelang den Hobbits die Flucht. Im Fangornwald treffen sie auf Baumbart, den ältesten der Ents. Sie berichten ihm von den Verbrechen und dem Verrat Sarumans. Baumbart, der bereits um viele gefällte Bäume trauert, beruft ein Entthing (Treffen der Ents) ein, in dem er vorschlägt, gegen Isengart zu ziehen. Dies wird nach einer dreitägigen Diskussion auch beschlossen.
Aragorn, Legolas und Gimli treffen zu dieser Zeit Gandalf wieder. Er berichtet, dass er unter den tiefsten Stollen Morias den Kampf mit dem Balrog fortsetzte. Über eine endlose Treppe, die aus den Tiefen bis zu den Gipfeln des Nebelgebirges führt, hatten sie weiter gekämpft. Auf den Gipfeln der Berge erschlug Gandalf den Balrog, überlebte den Kampf jedoch nicht. Allerdings wurde er „zurückgeschickt“, da seine Aufgabe, Sauron zu stürzen, noch nicht erfüllt sei. Doch sein Aussehen hat sich verändert: nun trägt er einen weißen Mantel und einen weißen Bart, die auf seine Aufstufung zum weißen Zauberer zurückzuführen sind. Deshalb halten die drei Gefährten ihn erst für Saruman, werden sich später jedoch über seine wahre Identität bewusst. Gandalf beruhigt die drei Gefährten über das Verbleiben der Hobbits, indem er ihnen kurz erzählt, wie es ihnen in Fangorn erging. Gandalf reitet dann mit ihnen nach Edoras, damit Aragorn, Legolas und Gimli ihr Versprechen gegenüber Éomer einlösen können.
Dort werden sie allerdings mit nur verhaltener Freundlichkeit empfangen, da Gríma Schlangenzunge, des Königs Berater und ein Spion Sarumans, König Théoden bereits negativ beeinflusst hat. Dies betrifft zum Teil Gandalf, zum Teil die richtige Strategie im Kampf gegen Saruman, zum Teil aber auch den angeblich schlechten Gesundheitszustand des Königs, um diesen von Aktionen gegen Saruman abzuhalten. Gandalf gelingt es jedoch mithilfe seiner neuen Magie, Grímas Lügen aufzudecken und den König zu heilen, worauf Théoden Gríma vor die Wahl stellt, ihm in die Schlacht zu folgen oder fortzugehen; Gríma entscheidet sich gegen seinen König. Théoden beruft daraufhin eine Heerschau ein und lässt sein Volk in die Festung Dunharg im Hargtal evakuieren, führt jedoch den Großteil seiner Truppen zur als uneinnehmbar geltenden Hornburg am Eingang von Helms Klamm, um dem dort zuerst erwarteten Angriff Sarumans zu begegnen.
Kurz vor der darauf folgenden Schlacht um die Hornburg verlässt Gandalf den Tross. Erst später wird klar, dass er Verstärkung holen will. In der eigentlichen Schlacht gelingt es den Verteidigern, die zahlenmäßig weit überlegene angreifende Armee lange Zeit abzuwehren, auch wenn zwischendurch der Klammwall gesprengt wird.
Zu diesem Zeitpunkt stehen die Ents mit mehreren hundert Huorns vor Isengart. Nachdem Sarumans Streitmacht zum Angriff auf Helms Klamm abgezogen ist und ihr die Huorns gefolgt sind, greifen die Ents Sarumans Festung an. Sie zerstören dabei innerhalb kürzester Zeit die Schutzwälle, fluten das Tal, töten nahezu alle Orks, nehmen viele menschliche Soldaten Sarumans gefangen und versuchen, auch Saruman in die Hände zu bekommen. Allerdings gelingt es dem Zauberer im letzten Moment, in den Orthanc zu flüchten.
In Helms Klamm neigt sich unterdessen die Nacht dem Ende entgegen. Bis zu diesem Punkt hat sich die Lage der Verteidiger deutlich verschlechtert. Als jedoch der Tag anbricht, ist plötzlich ein Wald auf dem Schlachtfeld zu sehen, Gandalf trifft mit Verstärkungstruppen der Rohirrim ein, und gleichzeitig machen die Verteidiger unter Théodens Führung einen Ausfall. All dies versetzt die Truppen Isengarts in Panik, die daraufhin in den Wald flüchten. Keiner von ihnen überlebt, da es sich bei dem Wald um die Huorns handelt, die vor dem Angriff auf Isengart abmarschiert sind. Gandalf führt Éomer und Théoden sowie eine Delegation der Rohirrim und die anwesenden Gefährten nach Isengart, wo sie auf Merry, Pippin und Baumbart treffen.
In einer Verhandlung mit Saruman versucht dieser zunächst, Théoden auf seine Seite zu ziehen, was ihm jedoch wegen seiner schwindenden Kräfte nicht gelingt. Das von Gandalf unterbreitete Angebot, sich ihm anzuschließen und Orthanc zu verlassen, lehnt er ab. Nun offenbart sich Gandalf als neues Oberhaupt der Istari, als „Gandalf der Weiße“. Er zerbricht Sarumans Stab und verstößt ihn aus dem Orden der Zauberer und dem Weißen Rat.
Daraufhin lässt Gríma Schlangenzunge einen schwarzen Stein aus einem der oberen Fenster fallen, der das Ziel hat, Gandalf (oder Saruman) zu erschlagen, diesen jedoch verfehlt, vielleicht, weil Gríma sich nicht entscheiden konnte, wen er treffen wollte, wie Aragorn vermutet. Gandalf nimmt den Stein an sich. Die Delegation verlässt daraufhin Isengart, während die Ents zur Bewachung Sarumans verbleiben. Als Pippin in der Nacht heimlich in den Stein sieht, bei dem es sich um einen Palantír handelt, wird er von Sauron geistig gefoltert, da dieser ihn für den Ringträger hält. Die erwachenden Gefährten eilen ihm zu Hilfe und können die Verbindung zu Sauron unterbrechen. Gandalf, der die Gefahr erkennt, übergibt den Palantír Aragorn und reitet mit Pippin auf schnellstem Weg nach Minas Tirith, der Hauptstadt Gondors, die Sauron nach Pippins Bericht als Nächstes angreifen will.

### Die zwei Türme –Der Ring geht nach Osten
Viertes Buch
Frodo und Sam gelingt es bei ihrer Reise nach Mordor, Gollum, der sie verfolgt, zu fangen und zu „zähmen“. Sie lassen sich von ihm über die Totensümpfe zum schwarzen Tor führen. Dort angekommen, erkennen die Hobbits, dass es für sie unmöglich ist, dieses Tor zu passieren, ohne gefangen genommen oder getötet zu werden. Gollum erklärt ihnen daraufhin, dass es noch einen zweiten, geheimen Weg gebe, den er einst entdeckt habe: Cirith Ungol. Die Hobbits gehen mangels einer brauchbaren Alternative auf seinen Vorschlag ein, sich von ihm dorthin führen zu lassen, werden unterwegs jedoch von einem Trupp Soldaten Gondors, die unter Leitung von Boromirs Bruder Faramir Ithilien auskundschaften sollten, aufgegriffen. Von ihm erfahren sie, dass Boromir tot ist. Darauf werden die Hobbits zu einem streng geheimen Versteck der Gondorer geführt, Henneth Annûn, wo Faramir aus den vagen Aussagen Frodos und einem Versprecher Sams die Wahrheit über deren Aufgabe errät. Er erkennt, dass die Mission der Hobbits geeignet ist, Sauron zu besiegen. Im Gegensatz zu Boromir widersteht er der Versuchung, den Ring zu gebrauchen, um dadurch für sich Macht zu erlangen.
Am nächsten Morgen entdecken die Wachen Gollum beim Fischen in einem Weiher, der zum Versteck gehört. Frodo gelingt es, Faramir davon zu überzeugen, Gollum zu verschonen, allerdings muss er ihn hierzu durch eine List in die Hände der Soldaten geben, was Gollum als Vertrauensbruch betrachtet. Nach einem kurzen Verhör und einer Warnung an Frodo vor dem Weg über den Ungol-Pass lässt Faramir die drei weiterziehen. Gollum führt Frodo und Sam am Scheideweg vorbei nach Minas Morgul. Als sie dort ankommen, zieht ein riesiges Heer aus Minas Morgul in den Krieg. Ihr Anführer ist der Herr der Nazgûl, der frühere Hexenkönig von Angmar. Daran erkennen Frodo und Sam, dass der große Krieg ausgebrochen ist. Nach dem Abzug der Truppen machen sie sich auf, die Treppen von Cirith Ungol zu besteigen. Doch die Hobbits wissen nicht, dass es der „Spinnenpass“ ist.
Dort angekommen, werden die beiden von Gollum in eine Falle geführt: Die aus dem ersten Zeitalter stammende Riesenspinne Kankra hat den Pass zu ihrem Jagdrevier gemacht und ein Abkommen mit Gollum getroffen, dass dieser ihr Nahrung beschafft. Gollum hofft, dass Kankra Frodo und Sam tötet und den Ring, den sie nicht gebrauchen kann, wegwerfen wird. Frodo wird von Kankra gestochen und liegt gelähmt am Boden, während Sam von Gollum angegriffen wird. Sam gelingt es, Gollum in die Flucht zu schlagen, und er tritt daraufhin gegen die Riesenspinne an. Mit Hilfe von Galadriels Phiole und Frodos Schwert Stich gelingt es Sam, das lichtscheue Ungeheuer schwer zu verletzen und zu vertreiben. In dem Glauben, Frodo sei tot, nimmt er den Ring an sich, um Frodos Aufgabe zu beenden.
Kurz darauf nähert sich ein Trupp Orks. Die beiden Anführer, Schagrat und Gorbag, unterhalten sich auf dem Weg zum Turm von Cirith Ungol über Frodo. Dabei erfährt Sam, der sie – durch den Ring unsichtbar – verfolgt, dass Frodo gar nicht tot ist. Während er den Orks hinterher läuft, ärgert er sich über sich selbst. Dabei hört er, dass sie ihn für einen gefährlichen Elbenkrieger halten. Das Buch endet damit, dass Sam vor dem Eingang zum Turm ohnmächtig wird.

### Die Rückkehr des Königs –Der Ringkrieg
Fünftes Buch
Das fünfte Buch nimmt den Handlungsstrang auf, wo das dritte endete: Gandalf und Pippin reiten auf Schattenfell nach Minas Tirith. Dabei sehen sie, dass die Leuchtfeuer Gondors entzündet wurden, was bedeutet, dass Gondor um Hilfe gerufen hat und auch dort der Krieg entbrannt ist. Minas Tirith, die Hauptstadt Gondors, ist durch ihre Anlage mit sieben separaten Mauerringen nur schwer einzunehmen. Dort berät sich Gandalf mit Denethor, dem Statthalter und Truchsess Gondors. In dem Gespräch bietet Pippin Denethor an, in den Dienst Gondors zu treten. Denethor nimmt sein Angebot an. Einige Tage darauf erreicht Faramir, der von den Nazgûl und von Ork-Kriegern verfolgt wird, Minas Tirith. Gandalf ist es, der als einziger ausreitet, um die Nazgûl zu vertreiben, damit Faramirs Trupp in die Stadt gelangen kann. Bald darauf ziehen große dunkle Wolken aus Mordor auf und eine riesige Armee, bestehend aus Orks, Trollen, Haradrim mit Olifanten und Ostlingen, unter Führung des Hexenkönigs als Anführer der neun Nazgûl, greift die Stadt an.
Die Rohirrim sind zuvor mit Aragorn, Legolas, Gimli, den Dúnedain aus dem alten Königreich Arnor sowie den Söhnen Elronds nach Osten geritten, um ihr Bündnis mit Gondor zu erfüllen, Beistand in der Not zu leisten. Aragorn wählt jedoch auf Rat von Elrond mit Legolas, Gimli, den Dúnedain und den Söhnen Elronds einen anderen Weg: den kürzeren Weg über die Pfade der Toten, der seit Ewigkeiten nicht mehr benutzt wurde. Die Rohirrim reiten auf dem längeren Weg. Merry, der auf Théodens Befehl hin in Edoras bleiben soll, reitet heimlich mit, da ihn der Reiter Dernhelm unter seinem Mantel versteckt.
Auf den Pfaden der Toten fordert Aragorn am Stein von Erech als rechtmäßiger Erbe Isildurs Gefolgschaft von den Geistern der sogenannten Eidbrüchigen. Die Eidbrüchigen waren Menschen, die Isildur Gefolgschaft gegen Sauron geschworen hatten, diesen Schwur dann aber brachen. Als Wahrzeichen entrollt Aragorn das Königsbanner, das ihm Arwen aus Bruchtal geschickt hatte. Nach dem Aufruf folgt ihm eine furchteinflößende Armee aus Toten. In der folgenden Schlacht auf dem Pelennor sieht es zunächst schlecht für die Verteidiger aus, und der Herr der Nazgûl schickt sich an, das erste Stadttor zu durchschreiten, welches das Heer aus Mordor bereits zerstört hat. In diesem Augenblick hört man, wie die Rohirrim, die auf dem Schlachtfeld angekommen sind, zum Angriff blasen. Diese konnten mit Hilfe der Drúedain einen Hinterhalt der Orks durch das Steinkarrental umgehen und treffen so völlig unerwartet auf dem Schlachtfeld ein. Durch ihren stürmischen Angriff treiben sie das Heer aus Mordor zurück.
Im Verlauf der Schlacht versetzt der Hexenkönig auf seinem geflügelten Wesen König Théodens Pferd in Panik, mit dem Ziel ihn zu töten, so dass es stürzt und seinen Reiter unter sich begräbt. Allerdings ist einer der Reiter Théodens, Dernhelm, beim König geblieben und versucht ihn zu schützen. Auf die Warnung des Hexenkönigs, dass er laut einer Prophezeiung von keinem Mann getötet werden könne, erwidert Dernhelm, dass er kein Mann sei, und gibt sich als Éowyn, die Nichte Théodens, zu erkennen. Im entbrennenden Zweikampf gelingt es Éowyn zunächst, der Flugechse den Kopf abzuschlagen. Danach zertrümmert der Hexenkönig jedoch mit seiner Keule ihren Schild und bricht ihren Schildarm. Bevor er jedoch einen tödlichen Schlag gegen sie führen kann, gelingt es Merry, sein Schwert aus den Hügelgräberhöhen dem Hexenkönig von hinten in die Kniekehle zu stoßen. Dadurch geht dessen Schlag fehl, und Éowyn kann ihrem Feind das Schwert in die Halsöffnung der Rüstung stoßen, damit tötet sie ihn. Mit einem schrillen Schrei endet sein Leben als Nazgûl. Théoden stirbt kurz darauf, Éowyn bricht völlig entkräftet zusammen und wird zunächst für tot gehalten, Merry wird auch bewusstlos.
Aragorn greift unterdessen mit der Armee der Eidbrecher eine Flotte der Korsaren von Umbar, Verbündete Mordors, an. Der bloße Anblick der Armee der Toten versetzt die Korsaren in helle Panik, ihre Armee wird aufgerieben und flüchtet. Aragorn erklärt daraufhin, dass er nun den Schwur der Eidbrecher als erfüllt ansehe, wodurch sie erlöst werden. Nach dem Abzug der Toten trifft eine neue Streitmacht aus den südlichen Lehen Gondors unter Angbor dem Furchtlosen ein, sie bemannen die eroberten Schiffe und segeln nach Gondor.
Erzürnt wegen Théodens Tod, nehmen die Rohirrim den Angriff unter der Führung Éomers nun umso heftiger auf, als Aragorn und seine Begleiter auf den erbeuteten Schiffen eintreffen; zunächst werden sie von beiden Seiten für Verbündete Mordors gehalten, allerdings lässt Aragorn das Königsbanner Gondors ausrollen, was die Feinde verwirrt, den Menschen von Rohan und Gondor jedoch neue Hoffnung gibt. Aragorn, Éomer und das Heer Gondors reiben das Heer aus Mordor in der Schlacht auf dem Pelennor völlig auf.
Nach dem Kampf betritt Aragorn die Stadt Minas Tirith, um den Verwundeten zu Hilfe zu eilen. Nach einer alten Volksweisheit sind die „Hände des Königs Hände eines Heilers“. Mit Hilfe von athelas-Blättern (Königskraut) verschafft Aragorn Éowyn, Merry und Faramir Heilung und ruft sie unter Aufbietung aller seine Kräfte ins Bewusstsein zurück, was als ein weiteres Zeichen für sein Anrecht auf den Thron betrachtet wird. Dennoch haben die Verwundeten vorerst nicht wieder genügend Kraft, um weiter am Krieg teilzunehmen.
Im Anschluss zieht Aragorn mit den verbliebenen Gefährten Pippin, Gimli und Legolas sowie Éomer, der einen Teil des Heeres der Rohirrim anführt, sowie mit einem Teil des Heeres von Gondor zum Schwarzen Tor. Insgesamt bringt er nur etwa 7000 Mann auf. Aragorns und Gandalfs Plan ist es, Sauron dazu zu bewegen, seine Armeen aus dem Landesinneren abzuziehen, um Frodo und Sam die Gelegenheit zu geben, zum Schicksalsberg zu gelangen. Am Tor entsendet Sauron den Befehlshaber des Turms von Barad-dûr, „Saurons Mund“, einen abtrünnigen Numénorer, der sich vor langer Zeit Sauron angeschlossen hatte, zu einer Verhandlung mit Aragorn und den Heerführern des Westens. Der Befehlshaber von Barad-dûr zeigt ihnen Besitztümer Frodos als angeblichen Beweis für dessen Festnahme. Gandalf durchschaut diese List aber sofort und nimmt ihm die Teile ab. Danach entbrennt die Schlacht am Schwarzen Tor.

### Die Rückkehr des Königs –Das Ende des Dritten Zeitalters
Sechstes Buch
Sam gelangt zu Beginn des sechsten Buches in den Turm, in dem Frodo gefangengehalten wird, und stellt fest, dass sich die beiden Orkhorden aus dem Wachturm und aus Minas Morgul im Streit um das erbeutete, sehr wertvolle Mithril-Kettenhemd Frodos gegenseitig nahezu vollständig ausgelöscht haben. Es gelingt ihm, Frodo, der seine gesamte Ausrüstung an die Orks verloren hat, zu befreien, ihm den Ring zurückzugeben und mit ihm, in Orkrüstungen gekleidet, zu entkommen. Danach begeben sie sich zum Schicksalsberg, wobei sie einmal in eine marschierende Armee hineingeraten, dank ihrer Tarnung aber unerkannt bleiben und rechtzeitig fliehen können. Als sie, nahezu entkräftet und halb verdurstet, am Schicksalsberg ankommen, greift sie Gollum an, der nun erkennt, was sie vorhaben. Allerdings kann ihn Sam zunächst aufhalten, während Frodo allein den Eingang zu den Schicksalsklüften betritt.
Als Frodo an den Schicksalsklüften vor dem Feuer steht und dort den Ring vernichten könnte, entscheidet er sich jedoch, überwältigt von der dunklen Macht des Ringes, ihn stattdessen für sich selbst zu beanspruchen, und setzt ihn auf. Sauron erkennt daraufhin den wahren Plan des Westens und richtet alle seine Aufmerksamkeit weg von der Schlacht am schwarzen Tor auf den Schicksalsberg und befiehlt den Nazgûl, sich sofort dorthin zu begeben. Gollum, der Frodo und Sam trotz Sams Drohung heimlich gefolgt ist, fällt in diesem Moment Frodo an und beißt ihm den Finger mit dem Ring ab. In seiner Freude darüber, seinen Schatz wiederbekommen zu haben, tritt er jedoch fehl und stürzt in die Schicksalsklüfte, wo er im Feuer mit dem Ring vernichtet wird.
In der Schlacht am schwarzen Tor verlieren unterdessen die Sklaven Mordors ihren Kampfeswillen, woraufhin ihr Angriff ins Stocken gerät. Gandalf fordert daraufhin die Armeen des Westens, die nun enthusiastisch den Angriff aufnehmen, dazu auf, einzuhalten, da dies die Stunde des Schicksals sei. Er folgt den Nazgûl auf dem Adler Gwaihir gemeinsam mit dessen Bruder Landroval und Meneldor, um vor ihnen den Schicksalsberg zu erreichen und die Hobbits zu retten. Da der Ring nun vernichtet ist, stürzen die Bauten Saurons und alles andere ein, was Sauron mit dem Ring errichtet hat. Die verbliebenen acht Nazgûl fliegen auf ihren Flugechsen zum Schicksalsberg und verbrennen dort im Feuer des Vulkans, der durch den mächtigen Energiestoß des geschmolzenen Ringes neu ausbricht. Frodo und Sam laufen auf einen vorgelagerten Berghang, werden dort jedoch von Lava eingeschlossen. Den Adlern, die mit Gandalf dorthin fliegen, gelingt es, Frodo und Sam von diesem Berghang zu retten.
Danach wird Aragorn zum König von Gondor gekrönt. Elrond, die Elben aus Bruchtal und Galadriel mit ihrem Mann Celeborn und Elben aus Lothlorien kommen und bringen Arwen, die nun Aragorn heiratet und damit ihrem Geschlecht der Elben entsagt und ein sterblicher Mensch wird. Danach kehren die Gefährten in ihre Heimat zurück. Kurz bevor die Hobbits das Auenland erreichen, trennt sich auch Gandalf von ihnen, warnt sie aber davor, dass die Situation in ihrer Heimat nicht unbedingt so ist, wie sie es erwarten.
Gandalfs Vorhersage bewahrheitet sich: Saruman hat im Auenland ein Schreckensregime aufgebaut, das das Ziel hat, das Land zugrunde zu richten. Nach einer (im Verhältnis zu den Kampfhandlungen des Ringkrieges) kleinen Schlacht gegen Sarumans Schergen gelingt es den Gefährten, ihn mit Hilfe anderer Hobbits zu stellen. Frodo bietet ihm die Möglichkeit an, friedlich zu gehen, die Saruman auch ergreifen will; er wird jedoch von Schlangenzunge, dessen Zorn auf Saruman für seine wiederholte ungerechte Behandlung ins Extreme gestiegen ist, von hinten erdolcht. Schlangenzunge seinerseits wird daraufhin von Hobbits erschossen, bevor Frodo eingreifen kann. Nachdem die Ordnung wiederhergestellt ist, beginnt der Wiederaufbau des Auenlandes, was sich dank Galadriels Geschenk für Sam, einer Schachtel mit getrockneter Erde Lothlóriens und einem Mallorn-Samen, als einfacher erweist als zunächst befürchtet. Sam heiratet seine große Liebe Rosie und gründet mit ihr eine Familie.
Frodo aber findet keinen wirklichen Frieden, weil er durch die erlittenen Verletzungen und durch die Bürde des Ringes zu sehr verwundet wurde. Er nimmt für einige Zeit ein Amt als Stellvertreter des Bürgermeisters an, gibt es aber bald ab, als der alte Amtsinhaber wieder zu Kräften gekommen ist. Einige Jahre später zieht Frodo anstelle von Arwen, die sich für ein Leben als Sterbliche entschieden hat, gemeinsam mit Gandalf, der nun den Ring Narya offen trägt, und seinem Onkel Bilbo, mit den Elben nach Westen zu den Grauen Anfurten. Dort liegt ein Schiff, das sie nach Aman bringen wird. Sam bleibt auf Bitten Frodos in Mittelerde zurück, um für seine Familie und das Auenland zu leben und um die Geschichte des Großen Ringes an seiner statt zu vollenden.
Erst im Anhang wird berichtet, dass auch Sam, der noch ein sehr langes Leben hat, als ehemaliger (wenn auch nur kurzzeitiger) Ringträger nach dem Tod seiner Frau Rosie als letzter der Ringträger mit einem Elbenschiff in den äußersten Westen reist. Auch wird berichtet, dass Legolas und Gimli sich nach dem Tod Aragorns ein Schiff bauen und in Richtung der unsterblichen Lande segeln.

## Rezeption
Der Roman erfuhr eine vielfältige, teils gegensätzliche Rezeption. So gilt er vielen als Klassiker der High Fantasy, das heißt des literarisch gehobenen Spektrums der phantastischen Literatur. Der Literaturwissenschaftler Jerôme von Gebsattel lobt Tolkiens abwechslungsreiche, leicht verständliche Sprache, die gelegentlich an die Bibel oder an altenglische Literaturformen genauso anknüpfe wie an Umgangssprache und sich durch kunstvolle Phrasierungen und Schattierungen auszeichne. Ob man den Roman goutieren könne, hänge aber ganz von der Bereitschaft des Lesers ab, sich auf Tolkiens „unbändige Phantasie und philologische Akrobatik“ einzulassen. Andere wie Guido Schwarz lehnten das Buch als Trivialliteratur für unreife Jungen ab und kritisierten besonders rassistische und misogyne Untertöne. Der britische Kulturwissenschaftler Stephen Shapiro sah 2002 offenen Rassismus im Herrn der Ringe:

„Einfach ausgedrückt, die Guten sind immer weiß und die Bösen sind schwarz, schlitzäugig, unattraktiv, unfähig zu sprechen, und eine psychologisch unterentwickelte Horde […] Die Gemeinschaft des Rings wird als über-arisch dargestellt, sehr weiß, und es gibt die Vorstellung, dass sie eine Gruppe sind, die bald verschwinden wird unter der Ankunft anderer, böser Ethnien.“

Die Kulturwissenschaftlerin Stefanie von Schnurbein sieht Parallelen zu der Weltanschauung Johann Gottfried Herders, für den ebenfalls der Mythos für die Konstituierung eines Volkes von fundamentaler Bedeutung war. Im Mythos zeige sich die Verbundenheit mit Landschaft und Geschichte, er übermittle die Traditionen und bilde Sitte und Moral. Doch weder Herder noch Tolkien hätten eine Blut-und-Boden-Ideologie vertreten. Beider Werk sei vielmehr gekennzeichnet durch eine unaufgelöste Spannung zwischen universellen Werten und Kulturrelativismus. Der Literaturwissenschaftler Anderson M. Rearick III argumentiert, dass zwar die Rasse der Orks als unrettbar böse dargestellt werde, dass Der Herr der Ringe insgesamt aber antirassistisch sei. Man erkenne dies an den zahlreichen (implizit rassistischen) Vorurteilen, die die Hobbits im Buch zu überwinden hätten: Ausgerechnet die vermeintlich schwächste Rasse von Mittelerde habe Individuen hervorgebracht, die selbstlos genug waren, den Einen Ring zum Schicksalsberg zu tragen. Rearick sieht hier Parallelen zu Jesus Christus: Wie dieser auf seine himmlische und irdische Macht sowie schließlich auf sein Leben, so verzichte Frodo auf das Auenland, auf die Macht, die der Ring ihm geben könnte, und ebenfalls auf sein Leben: „Nothing could be more contrary to the assumptions of racism than a Hobbit as a hero.“

## Verarbeitungen

### Verfilmungen
Tolkien hielt seine Bücher für unverfilmbar. Die Filmrechte an ihnen hatte er darum noch zu Lebzeiten für eine geringe Summe veräußert. Eine Rolle spielte dabei nach eigenen Angaben auch, dass er einem Erwerb der Rechte durch die Walt Disney Company zuvorkommen wollte, deren Adaptionen von Sagen und Märchen ihm missfiel.
Die erste Verfilmung der Bücher war ein Zeichentrickfilm: Regisseur Ralph Bakshi verfilmte 1978 mit Der Herr der Ringe die erste Hälfte der Handlung. Ein geplanter zweiter Teil kam nach ausbleibendem Erfolg des ersten Teils zunächst nicht zu Stande. Die zweite Hälfte der Handlung wurde erst 1980 unter dem Titel The Return of the King als Anime für das amerikanische und japanische Fernsehen produziert. Regie führten Jules Bass und Arthur Rankin Jr., die 1977 bereits den Hobbit zusammen mit Topcraft, dem Vorläufer des Studio Ghibli, verfilmt hatten und ihre Zusammenarbeit mit Tokyo Movie Shinsha bei Return of the King zwei Jahre später für Das letzte Einhorn wiederholen sollten.
Chraniteli, eine erste Realverfilmung von Die Gefährten, wurde am 13. und 14. April 1991 im sowjetischen Fernsehen gezeigt. Sie war mit geringem Budget in den Leningrader Fernsehstudios produziert worden, blieb weithin unbekannt und galt lange als verschollen. Nachdem das Filmmaterial von Chraniteli wiederentdeckt wurde, digitalisierte man den Film und veröffentlichte ihn im März 2021 auf YouTube.
1993 wurde für das finnische Fernsehen eine neunteilige Live-Action-Serie mit dem Namen Hobitit („Die Hobbits“) gedreht. Die Serie schildert die Geschichte fast ausschließlich aus der Sicht der Hobbits, wurde wegen qualitativer Bedenken und unklarer Rechtelage jedoch nie international bekannt.
Die erste Realverfilmung des gesamten Werkes und mit Anspruch auf Werktreue kam unter der Regie von Peter Jackson zwischen 2001 und 2003 als Großproduktion in drei Teilen in die Kinos. Die Filme wurden zusammen in Neuseeland gedreht und von New Line Cinema produziert und auch durch deutsche Medienfonds mitfinanziert. Als erste Verfilmung überhaupt folgte die Trilogie der Aufteilung der Geschichte in drei Kapitel. So hießen die Filme gemäß den Büchern Die Gefährten, Die zwei Türme und Die Rückkehr des Königs. Da sich die letzten beiden Bücher Tolkiens durch konsequent getrennte, parallele Erzählstränge chronologisch überlappen, wurden einige Ereignisse des Frodo/Sam-Erzählstrangs an den Anfang des letzten Teils der Filmtrilogie gesetzt, die ursprünglich das Finale des mittleren Teils der Bücher bildeten (Kapitel: Kankras Lauer, Die Entscheidungen von Meister Samweis).
Größere Änderungen zum Buch kamen vor allem ab Die Zwei Türme zum Tragen; in der Vorlage griff unter anderem keine Abgesandtschaft der Elben ins Schlachtgeschehen bei Helms Klamm ein. Im Übrigen wurden jedoch durch alle drei Filme hindurch mehrere Kapitel gekürzt sowie um einige nicht bei Tolkien vorkommende Ereignisse ergänzt. Bekannte „Opfer“ von Auslassungen sind die Geschehnisse um den Alten Wald und die Begegnung mit Tom Bombadil in den Gefährten, die bereits in der Zeichentrickversion fehlen, sowie die Befreiung des Auenlandes, das vorletzte Kapitel der Rückkehr des Königs. Andere Änderungen betreffen unter anderem Frodos aktivere Rolle im Buch, in dem er mutiger und selbstbestimmter handelt als im Film. Er wird dort zugleich deutlich jünger dargestellt als er im Roman ist. Die als „Special Extended Editions“ bekannt gewordenen längeren Versionen der Filme enthalten über die gesamte Länge zusätzliche Reminiszenzen an entfallene oder geänderte Kapitel des Buches, weichen aber oftmals selbst deutlich von der Vorlage ab.
Im Mai 2009 wurde das Fanprojekt The Hunt for Gollum veröffentlicht. Der für knapp 3.000 £ produzierte, 40 Minuten lange Film behandelt die Jagd Aragorns nach Gollum, von der im ersten Band des Herrn der Ringe berichtet wird. Stilistisch lehnt er sich an die Verfilmungen von Peter Jackson an. Sehr ähnlich ist das Fanprojekt Born of Hope, das mit einem Budget von 25.000 £ die Geschichte von Arathorn II. im Stile der Verfilmungen von Peter Jackson verfilmt.
Im November 2017 erwarb das Unternehmen Amazon die Fernsehrechte für die Verfilmung der Vorgeschichte Der Herr der Ringe: Die Ringe der Macht für rund 170 Millionen Euro. Die erste Staffel wurde wie Jacksons Filmtrilogie in Neuseeland gedreht und wurde ab September 2022 auf dem Streamingdienst Prime Video ausgestrahlt. Amazon gab im August 2021 bekannt, dass die zweite Staffel in Großbritannien produziert werden soll.
Im Jahr 2024 erschien der animierte Film Der Herr der Ringe: Die Schlacht der Rohirrim, der auf die Vorgeschichte Rohans eingeht. Es handelt sich um ein Prequel, welches 261 Jahre vor Der Herr der Ringe: Die zwei Türme (2002) spielt.
Außerdem soll voraussichtlich 2026 der Realfilm The Lord of the Rings: The Hunt for Gollum erscheinen.

### Musical
Der Roman wurde auch als Musical umgesetzt. Bisher war es in Toronto und London zu sehen. In London lief das Musical von Juli 2007 bis Juli 2008. Auf dieser Bühne sahen über 700.000 Zuschauer das Werk. In Deutschland sollte das Musical ursprünglich 2009 in Köln aufgeführt werden. Da es Probleme mit der Finanzierung gab, wurde das Projekt jedoch fallengelassen.

### Hörspiel/Hörbuch
Eine erste, recht kurze Hörspielfassung wurde von der BBC bereits Ende der 1950er Jahre produziert. Diese blieb nicht erhalten. 1981 produzierte die BBC eine allgemein als vorbildlich geltende 13-stündige englische Hörspielfassung. 1991 produzierten der SWF und der WDR unter der Regie von Bernd Lau in einer Koproduktion eine 30-teilige deutsche Hörspielversion, die im Hörverlag auf 10 CDs erschienen ist. Mit etwa 70 Haupt- und 35 Nebenrollen, acht Chören und über zwölf Stunden Laufzeit handelt es sich bei dieser Aufnahme um eine der aufwendigsten Produktionen der deutschen Hörspielgeschichte. Allerdings werden die ersten Kapitel teilweise exzessiv detailliert behandelt, die späteren zunehmend immer stärker gekürzt und es wird das Ende des Buches sogar ganz ausgelassen und dadurch der Schwerpunkt der Geschichte merklich verändert. Das Hörspiel endet kurz vor der Rückkehr der Hobbits ins Auenland.
Fans ärgerten sich teilweise auch über die weitgehend falsche Aussprache der Tolkien’schen Eigennamen. Ab 2007 erschienen mit jährlichem Abstand alle drei Filmteile als Hörspiel mit Reiner Schöne als Erzähler.
Nachdem es zunächst nur auf Englisch erhältlich gewesen war, wurde das Buch auch in deutscher Sprache als ungekürztes Hörbuch auf Grundlage der vielkritisierten Übersetzung Wolfgang Kreges vom Hörverlag herausgegeben. Der erste Teil (Die Gefährten) ist seit 2006 auf 17 Audio-CDs verfügbar und wird von Achim Höppner gesprochen, der auch die Synchronstimme Gandalfs in der Verfilmung von Peter Jackson übernahm. Der zweite Teil (Die zwei Türme) wurde auf 15 CDs mit Gert Heidenreich als Ersatzsprecher für den zuvor verstorbenen Höppner eingespielt und im Juni 2007 veröffentlicht. Der dritte Teil (Die Wiederkehr des Königs), ebenfalls von Heidenreich gelesen, erschien September 2007 auf 13 CDs. Diese Einzellesungen der Bände wurden später auch als Komplettlesung herausgegeben: Im Oktober 2008 auf 45 CDs und im November 2011 auf 6 MP3-CDs.
In englischer Sprache wurden zwei Hörbuchversionen aufgenommen, einmal mit Rob Inglis und einmal mit Andy Serkis, dem Darsteller des Gollum in der Filmtrilogie.

### Musik
1972 veröffentlichte der schwedische Musiker Bo Hansson das Instrumental-Album Music Inspired by Lord of the Rings (Schwedischer Originaltitel Sagan Om Ringen, 1970), das sich als erstes ausschließlich Tolkiens Werk widmet.
Viele andere Musiker haben immer wieder Themen aus Der Herr der Ringe und anderen Werken Tolkiens aufgegriffen, darunter Led Zeppelin und der Sänger der britischen Band Magnum, Bob Catley (Middle Earth, 2001). Die LP Water Bearer aus dem Jahr 1979 von Sally Oldfield enthält neben anderen vier Songs unter dem gemeinsamen Obertitel Songs of the Quendi. Im Jahr 1988 erschien eine Sinfonie in fünf Sätzen, die Symphony No. 1 The Lord of the Rings von Johan de Meij, zunächst für Blasorchester geschrieben und 2001 für Sinfonieorchester umgeschrieben.
Für die Bakshi-Verfilmung steuerte der Komponist Leonard Rosenman die Musik bei. Dieser wählte für seine Musik einen viel moderneren Ansatz, als dies Howard Shore mit seiner späteren Filmmusik zum Herr der Ringe tat. Zu den neuen Verfilmungen lieferte Howard Shore die Soundtracks. Zum dritten Teil der Trilogie (Die Rückkehr des Königs, engl. The Return of the King), komponierte er den von Annie Lennox (Eurythmics) gesungenen Titelsong Into the West, der bei den 76. Academy Awards den Oscar für den besten Titelsong gewann. Enya trug mit dem Lied May It Be zur Filmmusik des ersten Teils bei.
1995 gründete der dänische Musiker Caspar Reiff zusammen mit Peter Hall das Tolkien Ensemble, in dem sich Kammermusik mit Oper und britischem Folk verbindet. Unterstützt von Mitmusikern aus dem Umfeld der königlichen dänischen Musikhochschule zu Kopenhagen sowie dem Dirigenten Morten Ryelund, spielte dieses 1997 ein erstes Album (An Evening in Rivendell) mit Vertonungen der Liedtexte im Herrn der Ringe ein, wozu die Musiker eine offizielle Genehmigung des Tolkien Estate erhielten. Nach einer weiteren Veröffentlichung kam es 2001 bei der dänischen Premiere der Verfilmung von Peter Jackson zum Treffen mit dem Schauspieler Christopher Lee (im Film in der Rolle Sarumans). Unter seiner stimmlichen Mitwirkung brachte das Ensemble zwei weitere Alben heraus. Damit war das erklärte Ziel des Projektes, die Vertonung sämtlicher Liedtexte im Herrn der Ringe, erreicht. 2006 wurde das Gesamtwerk, in der tatsächlichen Handlungsreihenfolge des Buches neu angeordnet, auf vier CDs als The Lord of the Rings: Complete Songs and Poems (Der Herr der Ringe: Sämtliche Lieder und Gedichte) veröffentlicht.

### Tolkien in der Metal-Szene
Die Welt von Mittelerde findet in der Metal-Szene und -Musik ihren Niederschlag sowohl in einzelnen Liedern als auch ganzen Alben. Daneben haben sich zahlreiche Bands nach Figuren oder Orten in Tolkiens Romanen benannt.
Die deutsche Metalband Blind Guardian hat seit ihrem Debütalbum im Jahre 1988 immer wieder in einzelnen Songs Bezug auf Mittelerde genommen und im Jahre 1998 mit Nightfall in Middle-Earth wohl das erste Konzeptalbum zum Thema vorgelegt. Die amerikanische Progressive-Rock-Band Glass Hammer erwies Tolkiens Werk 2001 mit ihrem The Middle Earth Album ihre Reverenz. Die Metal-Band Battlelore aus Finnland befasst sich fast ausschließlich in ihren Liedtexten mit Ereignissen und Personen aus der Fantasy-Welt des Autors J. R. R. Tolkien. Laut Bandgründer Jyri Vahvanen basiert der Bandname auf dem Hauptthema von Tolkiens Werk, den Schlachten (engl. battle) in Verbindung mit Folklore. Die ersten vier Alben der österreichischen Black-Metal-Band Summoning beinhalten ausschließlich Textpassagen oder Gedichte Tolkiens, die teilweise unverändert aus den Romanen übernommen wurden.
Weitere Songs widmen die amerikanische Speed-Metal-Band Attacker und die spanische Band Mägo de Oz den Schöpfungen von Tolkien. Auf dem Album „Branded and Exiled“ der deutschen Heavy-Metal-Band Running Wild befindet sich ein Titel mit dem Namen „Mordor“, der mit dem Mordor aus Der Herr der Ringe in Verbindung steht.
Auch im Black Metal wird oftmals auf Elemente aus Der Herr der Ringe zurückgegriffen; die Pseudonyme vieler Szenemitglieder sowie Bandnamen und Songtexte sind den Werken Tolkiens entlehnt. Allerdings wird sich hier entsprechend der antichristlichen Einstellung der Szene eher auf jene Elemente bezogen, die aus der Sicht des Katholiken Tolkien als „böse“ gesehen wurden. Eines der bekanntesten Beispiele ist das norwegische Projekt Burzum, das nach dem Wort für Dunkelheit in der Sprache Mordors benannt ist und dessen einziges Mitglied Varg Vikernes sich in Anlehnung an den Ork Grishnákh das Pseudonym „Count Grishnackh“ gab. Darüber hinaus beziehen sich einige Stücke Burzums wie „En Ring Til Aa Herske“ auf das Universum Tolkiens.
Die Band Amon Amarth (Schicksalsberg) hat ihren Namen vom gleichnamigen Berg des Buches. Die Band Gorgoroth benannte sich nach der dunklen Ebene von Mordor, die Band Cirith Ungol nach dem „Spinnenpass“, der nach Mordor führt, die Band Morgoth nach dem nach seinem Fall ausschließlich gebrauchten Namen Melkors und die Band Minas Morgul nach dem neuen Namen der Festung Minas Ithil.

### Comics
Es existiert eine mehrbändige Comic-Version, nach der Bakshi-Verfilmung gezeichnet von Louis Bermejo, Original bei United Artists. In deutscher Übersetzung erschienen bei Ehapa, Stuttgart, drei Bände; die Handlung bricht, wie beim Film, vor dem Eindringen Frodos in Mordor ab.

### Spiele
Bereits 1987 wurde das Computerspiel NetHack veröffentlicht, in dem der Spieler gegen verschiedene Monster kämpfen muss, die teilweise Figuren in Tolkiens Welt gleichen, z. B. Orks, Uruk-hais oder Nazguls.
Der Herr der Ringe inspirierte vor allem im Zuge der Verfilmung von Peter Jackson mehrere Verlage von Brett- und Gesellschaftsspielen zu etwa einem Dutzend verschiedener Titel. Dabei waren die Merchandising-Rechte in Deutschland auf zwei Verlage aufgeteilt: Ravensburger hatte die Lizenz für Kartenspiele und der Kosmos-Verlag die Lizenz für Brettspiele erworben. Insgesamt erschienen allein dadurch fünf Spiele zum Film. Daneben hatte Kosmos bereits im Jahr 2000 vor Filmstart unter dem Titel Der Herr der Ringe ein Spiel zum Buch herausgegeben, das 2001 einen Sonderpreis bei der Preisverleihung zum Spiel des Jahres erhielt. Weitere Titel sind unter anderem das sehr aufwändige Zweier-Strategiespiel War of the Ring (Fantasy Flight Games; im deutschen Vertrieb als Der Ringkrieg; Phalanx Games) oder das bereits 1993 erschienene Ringgeister (Laurin/Queen Games). 2010 hat Phalanx Games Deutschland eine sehr aufwendige und limitierte Version des Ringkriegs veröffentlicht. Die Herr der Ringe Collector‘s Edition zeichnete sich durch ein in elbisch gehaltenes, hölzernes Buch aus, welches alle Miniaturen des Ringkriegs und der Erweiterung Das dritte Zeitalter bemalt beinhaltet.
Die Firma Games Workshop produziert in Lizenz das Der Herr der Ringe-Tabletop. Bereits 1984 war im Verlag Iron Crown Enterprises das Pen-&-Paper-Rollenspiel MERS erschienen, dessen Schauplatz die Welt von J. R. R. Tolkiens Herrn der Ringe bildete. Nach einer vereinfachten englischsprachigen Version dieses Rollenspiels 1991 unter dem Titel Lord of the Rings Adventure Game, erschien 2002 mit Lizenzen der Filmtrilogie das Der Herr der Ringe Rollenspiel (Decipher/Pegasus).
Die Firma Electronic Arts hat mehrere Computerspiele und Videospiele zu den Filmen veröffentlicht. Weitere Anbieter von Spielen zum Herrn der Ringe sind Sierra, Black Label Games, Vivendi Universal Games und Surreal Software. Der amerikanische Entwickler Turbine Inc. entwickelte in enger Zusammenarbeit mit der internationalen Tolkien-Gesellschaft das MMORPG Der Herr der Ringe Online. Es wurde im Frühjahr 2007 veröffentlicht und in Europa zunächst von Codemasters, heute von Daybreak Game Company betrieben. Es erschienen diverse Erweiterungen, die aktuellste 2022 mit Vor dem Schatten. 2009 wurde mit Der Herr der Ringe: Die Eroberung ein Action-Strategiespiel für PC, die Konsolen PlayStation 3 und Xbox 360 sowie in abgespeckter Form für Nintendo DS veröffentlicht.

### Parodien
Der Herr der Ringe war mehrfach Gegenstand von Parodien, die der schicksalsschweren Tiefe des Romans meist mit derben und zotigen Mitteln begegnen.
Bekannte Parodien
- Der Herr der Augenringe (englisch Bored of the Rings) von Dschey Ar Tollkühn (englisch The Harvard Lampoon, das sind: H. N. Beard und D. C. Kenney).
- Lord of the Weed – Sinnlos in Mittelerde, Passagen aus Peter Jacksons Film wurden mit neuem Ton unterlegt.
- Der Herr der Ohrringe. Übersetzungen aus dem Blauen Buch von Myk Jung.
- Die South-Park-Folge Die Rückkehr der Gefährten des Rings zu den zwei Türmen (6. Staffel, Nummer 13; englisch The Return of the Fellowship of the Ring to the Two Towers).
- 2003: Lord of the G-Strings, ein US-amerikanischer Softcore-Film
- 2004: The Ring Thing ist ein Schweizer Spielfilm (Low-Budget-Produktion)

## Ausgaben (Auswahl)
Englisch
- J. R. R. Tolkien: The Lord of the Rings (1–3) + The Hobbit. Houghton Mifflin, Boston 1999, ISBN 0-618-00225-1.
- J. R. R. Tolkien: The Fellowship of the Ring. Houghton Mifflin, Boston 1999, ISBN 0-618-00222-7.
- J. R. R. Tolkien: The Two Towers. Houghton Mifflin, Boston 1999, ISBN 0-618-00223-5.
- J. R. R. Tolkien: The Return of the King. Houghton Mifflin, Boston 1999, ISBN 0-618-00224-3.
- J. R. R. Tolkien: The Lord of the Rings (1–3) + The Hobbit. HarperCollins, New York 2002, ISBN 0-00-714408-3.

Deutsch, alte Übersetzung (Margaret Carroux)
- J. R. R. Tolkien: Der Herr der Ringe. 3 Bände: Klett-Cotta, Stuttgart 1980, Achte Auflage, kart. Band 1: ISBN 3-12-908180-1. Band 2: ISBN 3-12-908190-9. Band 3: ISBN 3-12-908200-X.
- J. R. R. Tolkien: Der Herr der Ringe, Die Rückkehr des Königs. Klett-Cotta, Stuttgart 1992, ISBN 3-608-95214-4.
- J. R. R. Tolkien: Der Herr der Ringe Komplettausgabe (Rotes Buch mit zwei extra Landkarten), 3. Auflage, Klett-Cotta, Stuttgart 1993, ISBN 3-608-95855-X
- J. R. R. Tolkien: Der Herr der Ringe, Die Gefährten. Klett-Cotta, Stuttgart 1996, ISBN 3-608-95212-8.
- J. R. R. Tolkien: Der Herr der Ringe, Die zwei Türme. Klett-Cotta, Stuttgart 1997, ISBN 3-608-95213-6.
- J. R. R. Tolkien: Der Herr der Ringe. 7 Bände (Der Herr der Ringe, Carroux / Der Hobbit: Krege): Klett-Cotta, Stuttgart 1997, ISBN 3-608-93320-4.
- J. R. R. Tolkien: Der Herr der Ringe. 3 Bände, Klett-Cotta, Stuttgart 1999, ISBN 3-608-95211-X.
- J. R. R. Tolkien: Der Herr der Ringe, Die zwei Türme. Klett-Cotta, Stuttgart 2001, ISBN 3-608-95537-2.
- J. R. R. Tolkien: Der Herr der Ringe, Die Rückkehr des Königs. Klett-Cotta, Stuttgart 2001, ISBN 3-608-95538-0.
- J. R. R. Tolkien: Der Herr der Ringe. 3 Bände, Klett-Cotta, Stuttgart 2002, ISBN 3-608-93666-1.
- J. R. R. Tolkien: Der Herr der Ringe. 1 Band, Klett-Cotta, Stuttgart 2008, ISBN 978-3-608-93830-2.
- J. R. R. Tolkien: Der Herr der Ringe. 1 Band, Klett-Cotta, Stuttgart 2009, ISBN 978-3-608-93828-9.
- J. R. R. Tolkien: Der Herr der Ringe. 1 Band, Klett-Cotta, Stuttgart 2016, ISBN 978-3-608-96035-8.
- J. R. R. Tolkien: Der Herr der Ringe. 1 Band, Klett-Cotta, Stuttgart 2021, ISBN 978-3-608-98080-6.

Deutsch, neue Übersetzung (Wolfgang Krege)
- J. R. R. Tolkien: Der Herr der Ringe. 3 Bände: Klett-Cotta, Stuttgart 2001, ISBN 3-608-93544-4.
- J. R. R. Tolkien: Der Herr der Ringe. 3 Bände: Klett-Cotta, Stuttgart 2002, ISBN 3-608-93222-4.
- J. R. R. Tolkien: Der Herr der Ringe, Die Gefährten. Klett-Cotta, Stuttgart 2002, ISBN 3-608-93541-X.
- J. R. R. Tolkien: Der Herr der Ringe, Die zwei Türme. Klett-Cotta, Stuttgart 2002, ISBN 3-608-93542-8.
- J. R. R. Tolkien: Der Herr der Ringe, Die Wiederkehr des Königs. Klett-Cotta, Stuttgart 2002, ISBN 3-608-93543-6.
- J. R. R. Tolkien: Der Herr der Ringe. 1 Band, Klett-Cotta, Stuttgart 2003, ISBN 978-3-608-91111-4.
- J. R. R. Tolkien: Der Herr der Ringe. 3 Bände: Klett-Cotta, Stuttgart 2012, ISBN 978-3-608-93984-2.
- J. R. R. Tolkien: Der Herr der Ringe. 3 Bände: Klett-Cotta, Stuttgart 2012, ISBN 978-3-608-93999-6.
- J. R. R. Tolkien: Der Herr der Ringe, Die Gefährten. Klett-Cotta, Stuttgart 2012, ISBN 978-3-608-93981-1.
- J. R. R. Tolkien: Der Herr der Ringe, Die zwei Türme. Klett-Cotta, Stuttgart 2012, ISBN 978-3-608-93982-8.
- J. R. R. Tolkien: Der Herr der Ringe, Die Rückkehr des Königs. Klett-Cotta, Stuttgart 2012, ISBN 978-3-608-93983-5.
- J. R. R. Tolkien: Der Herr der Ringe, Anhänge und Register. Klett-Cotta, Stuttgart 2012, ISBN 978-3-608-93980-4.
- J. R. R. Tolkien: Der Herr der Ringe. 3 Bände. Klett-Cotta, Stuttgart 2022, ISBN 978-3-608-98701-0.
- J. R. R. Tolkien: Der Herr der Ringe, Anhänge und Register. Klett-Cotta, Stuttgart 2022, ISBN 978-3-608-98702-7.
- J. R. R. Tolkien: Der Herr der Ringe. 3 Bände. Klett-Cotta, Stuttgart 2024, ISBN 978-3-608-98800-0.